# Accidente ferroviario de Versalles
El 8 de mayo de 1842, un tren se estrelló en el cruce entre las estaciones de Meudon y Bellevue en el ferrocarril entre Versalles y París, Francia. El tren se dirigía a París cuando descarriló después de que la locomotora principal rompiera un eje y los vagones de detrás se amontonaran y se incendiaran. Fue el primer accidente ferroviario francés y el más mortífero del mundo en ese momento, causando entre 52 y 200 muertes, incluida la del explorador Jules Dumont d'Urville y su esposa Adèle Dumont d'Urville. El accidente llevó a los franceses a abandonar la práctica de encerrar a los pasajeros en sus vagones.
El agrietamiento por fatiga del metal era poco conocido en ese momento y el accidente llevó a una investigación sistemática del problema.

## Descarrilamiento y fuego

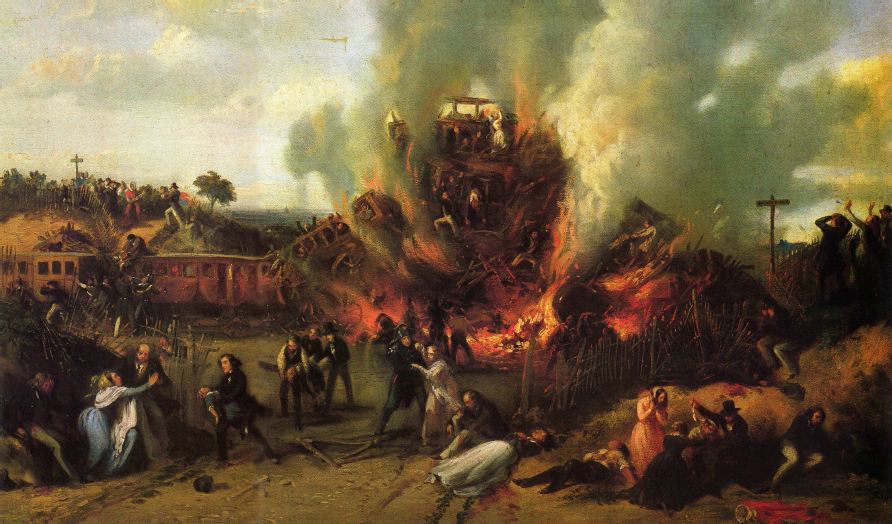
Una pintura del accidente

A última hora de la tarde del domingo 8 de mayo de 1842, las celebraciones públicas en honor al santo del rey Luis Felipe I en los jardines de Versalles habían acabado y muchas personas desearon regresar a París. A las 5:30 pm, un tren salió de la estación de tren rive gauche Versalles hacia París-Montparnasse. Con más de 120 metros (390 pies) de largo y compuesto de 16 a 18 vagones arrastrados por dos locomotoras de vapor, el tren estaba abarrotado y transportaba a 770 pasajeros. Viajando a 40 kilómetros por hora (25 mph) entre Bellevue y Meudon, uno de los ejes de la locomotora principal se rompió y el vehículo descarriló, esparciendo el contenido de su caja de fuego. Cuando la segunda locomotora y los vagones continuaron sobre la locomotora descarrilada, los vagones se incendiaron y atraparon a los pasajeros. Los pasajeros estaban encerrados en sus compartimentos como era costumbre en la Europa continental en ese momento.
El incendio fue tan intenso que no se pudo determinar el número de víctimas mortales, con estimaciones que varían entre 52 y 200, y cientos de personas resultaron gravemente heridas. Entre los muertos estaba el explorador Jules Dumont d'Urville y su familia; sus restos fueron identificados por un escultor a partir de un molde que había hecho del cráneo.
Algunos grupos religiosos dijeron que los pasajeros habían sido castigados por viajar en domingo. En Meudon se construyó una capilla llamada "Notre-Dame-des-Flammes" (en español: Nuestra Señora de las Llamas) en memoria de las víctimas; fue catalogado como Monumento histórico en 1938, pero se eliminó de la lista en 1959 y fue demolido poco después.

## Legado
Este fue el peor desastre ferroviario del mundo en ese momento. El accidente provocó el abandono de la práctica de encerrar a los pasajeros en sus vagones en Francia. El gobierno francés nombró una comisión para investigar el accidente; esto recomendó probar los ejes para determinar su vida útil y monitorear su uso para que pudieran ser reemplazados después de viajar una distancia segura.
La fatiga del metal era poco conocida en ese momento y el accidente está relacionado con los inicios de una investigación sistemática sobre el problema. El trabajo de H. H. Edwards, William Rankine, William Fairbairn y otros describieron el proceso de fatiga y Rankine desarrolló una solución para ejes ferroviarios. Más tarde, entre 1856 y 1870, el trabajo de August Wöhler ayudaría a mejorar las pruebas de los ejes y así aumentar la vida útil de los ejes.